# Burgruine Vachenlueg
Die Burgruine Vachenlueg, auch Schloss Vachenlueg genannt, ist ein denkmalgeschützter Burgrest im Ortsteil Vachenlueg der Gemeinde Anger im Landkreis Berchtesgadener Land in Bayern.

## Geschichte

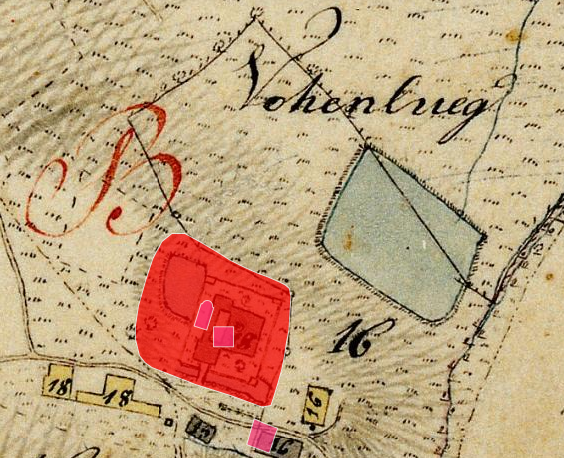
Lageplan von Burgruine Vachenlueg auf dem Urkataster von Bayern

Die Burg Vachenlueg wurde von den Rittern Martin und Hans von Haunsperg 1414 erbaut. Martin hatte sein Vermögen durch die Unterstützung von Kaiser Sigismund bei seinen Kämpfen gegen die Türken 1400 und 1403 verdient. Der Bau von Vachenlueg war 1427 beendet und in diesem Jahr nennt sich Martin von Haunsberg zum ersten Mal nach Vachenlueg und begründete damit das Zentrum einer salzburgischen Grundherrschaft, die bis 1772 bestand. 1459 erhielt Ritter Georg, Martins älterer Sohn, von Kaiser Friedrich III. die Erlaubnis zum Bau und Betrieb einer öffentlichen Taverne, die heute zu den ältesten Gasthäusern im Landkreis Berchtesgadener Land zählt. Ab 1521 teilten sich Hans und Wilhelm von Haunsperg die Herrschaft Vachenlueg.
Nachdem 1635 die Haunsperger in den Freiherrenstand und 1675 in den Grafenstand erhoben worden waren, endete 1699 ihre Herrschaft mit dem Tod von Franz von Haunsperg auf Schloss Vachenlueg.
Nach dem Tod 1724 des kurbayrischen Rats Graf von Haunsperg erben die Grafen Johann und Gabriel von Arco und Franz Freiherr von Ow die Herrschaft Vachenlueg und verkaufen sie an das Kloster Höglwörth. Noch vor Auflösung 1817 des Klosters Höglwörth wurde schon 1806 das Schloss als „ein altes baufälliges Gebäude, mit einer passablen Raumausstattung …“ genannt.
Nach zwei weiteren Verkäufen verfällt das Schloss zur Ruine und wird als Steinbruch genutzt. 1825 wird eine Notkapelle aus Holz errichtet und 1848 durch eine gemauerte ersetzt.
1890 erwirbt der Schloßmeier Franz Edfelder vom Ort die weiter verfallene Schlossruine. Der Schlossgraben wird durch zwei Erdrutsche verschüttet und 1954 wird die Südmauer wegen Einsturzgefahr gesprengt.
Ab 2008 wird der Mauerrest vom „Heimatkundliche Arbeitskreis Anger e. V.“ mit der Gemeinde saniert. Die Burganlage ist unter der Aktennummer D-1-72-112-89 als denkmalgeschütztes Baudenkmal von Vachenlueg verzeichnet. Ebenso wird der Burgplatz als Bodendenkmal unter der Aktennummer D-1-8143-0209 im Bayernatlas als „Burgstall des späten Mittelalters und der frühen Neuzeit ("Burg Vachenlueg")“ geführt.
Die zur Burg Vachenlueg gehörende, historische Taverne ist heute im Privatbesitz und wird seit 2014 als Gästehaus mit Ferienwohnung geführt.